# Franco Lolli (réalisateur)
Pour les articles homonymes, voir Franco Lolli.
Franco Lolli, né à Bogota (Colombie) le 13 juin 1983, est un réalisateur et scénariste colombien.

## Biographie
Né en Colombie, Franco Lolli y obtient son baccalauréat, puis poursuit des études de réalisation cinématographique en France, à l'université Paul-Valéry à Montpellier, puis à l'Université Sorbonne Nouvelle et enfin à La Femis, à Paris dont il sort diplômé en 2007.
Comme tout le monde, son court métrage — autobiographique — de fin d'études (2006) remporte notamment le Grand Prix du Festival de Clermont-Ferrand. Il réalise un autre court métrage, Rodri, qui remporte également plusieurs prix, puis réalise son premier long-métrage, Gente de bien, présenté à la Semaine de la critique à Cannes en 2014, nommé dans plusieurs festivals internationaux et qui reçoit plusieurs prix dont le Grand Prix au Festival international du film de Flandre-Gand.

## Filmographie

### Au cinéma

#### Scénario et réalisation
- 2007 : Le Lionceau (court-métrage)
- 2007 : Como todo el mundo (court-métrage)
- 2011 : Un juego de niños (court-métrage, uniquement scénario)
- 2012 : Rodri (court-métrage)
- 2014 : Gente de bien
- 2019 : Une mère incroyable (Litigante)

## Distinctions
- 2012 : Gente de bien, primé sur scénario dans le cadre de l'Aide à la Création de la Fondation Gan pour le cinéma[1]